# Encephalartos sclavoi
Encephalartos sclavoi (лат.) — вечнозелёное древовидное растение рода Encephalartos. Эндемик Танзании.
Видовой эпитет является данью уважения к Жан-Пьеру Склаво, коллекционеру саговников из Франции, который впервые обнаружил этот вид.

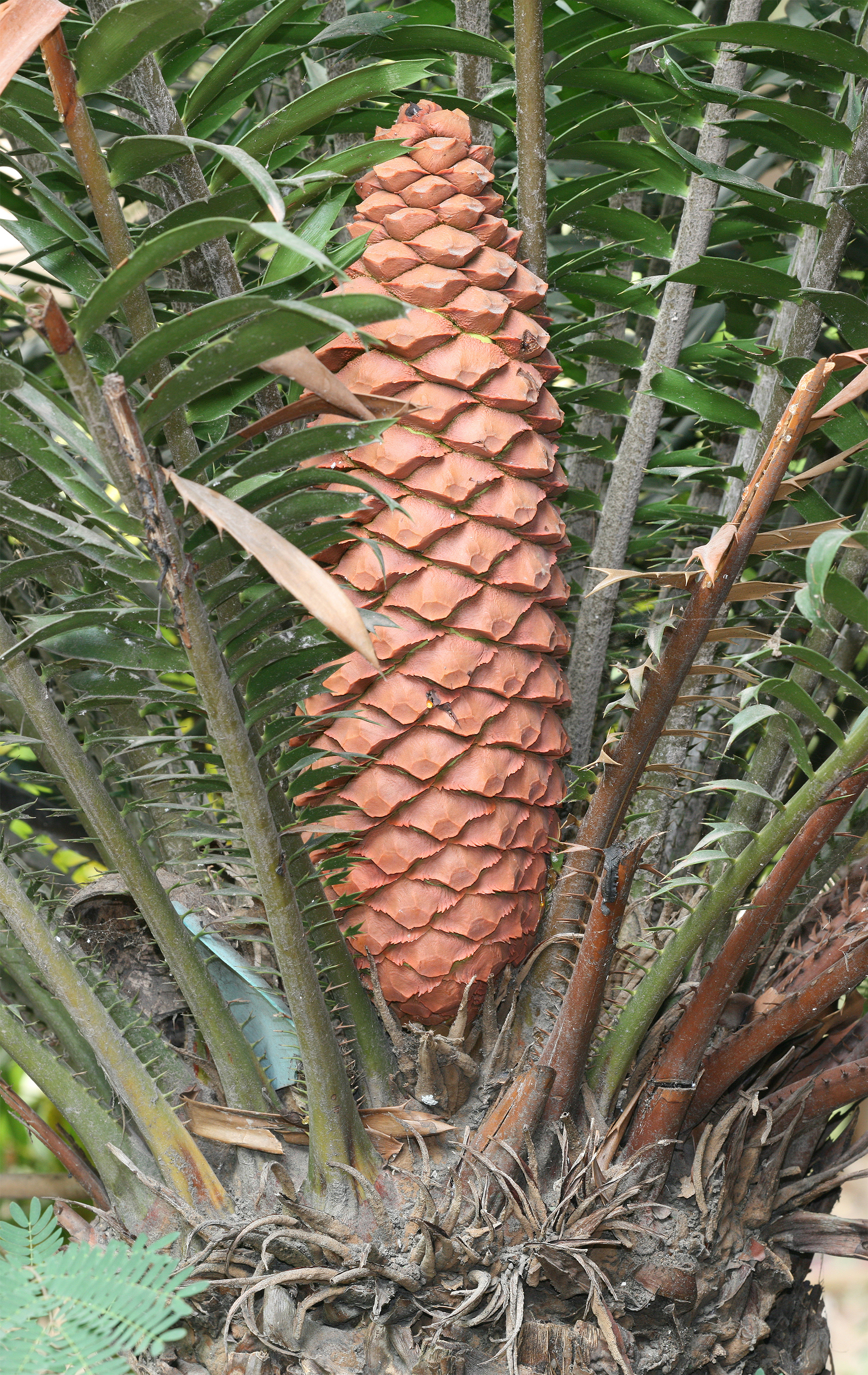

## Ботаническое описание
Высота ствола до 1 м, диаметр — 35 см. Листья длинные, 170—200 см, тёмно-зелёные, полуглянцевые. Мужские шишки имеют цилиндрическо-яйцевидную форму, жёлтые, 20—25 см длиной, женские шишки более чёткой яйцевидной формы, 30—40 см длиной и 15—20 см в диаметре.

## Распространение
Вид произрастает в горах Усамбара на северо-востоке Танзании на высоте от 1800 до 2100 м над уровнем моря.

## Охранный статус
Из-за узкого ареала и малой численности, составляющей, по оценкам, около полусотни экземпляров, вид E. sclavoi находится на грани исчезновения. Его ареал находится в пределах лесного заповедника Shume-Magamba.